# Li (folkslag)
Li är en av Kinas 56 erkända folkgrupper. Det finns ungefär en miljon personer i folkgruppen, som huvudsakligen är bosatt på Hainan. De talar ett tai–kadaispråk.